# Väike Kolmekivirahu
Väike Kolmekivirahu ist eine unbewohnte Insel, die zur Inselgruppe Kolmekivirahud gehört, 920 Meter von der größten estnischen Insel Saaremaa entfernt. Die Insel liegt in der Landgemeinde Saaremaa im Kreis Saare. Sie gehört zum Nationalpark Vilsandi.
Suur Kolmekivirahu ist 160 Meter lang und 10 Meter breit.